# Шейх-Джаррах

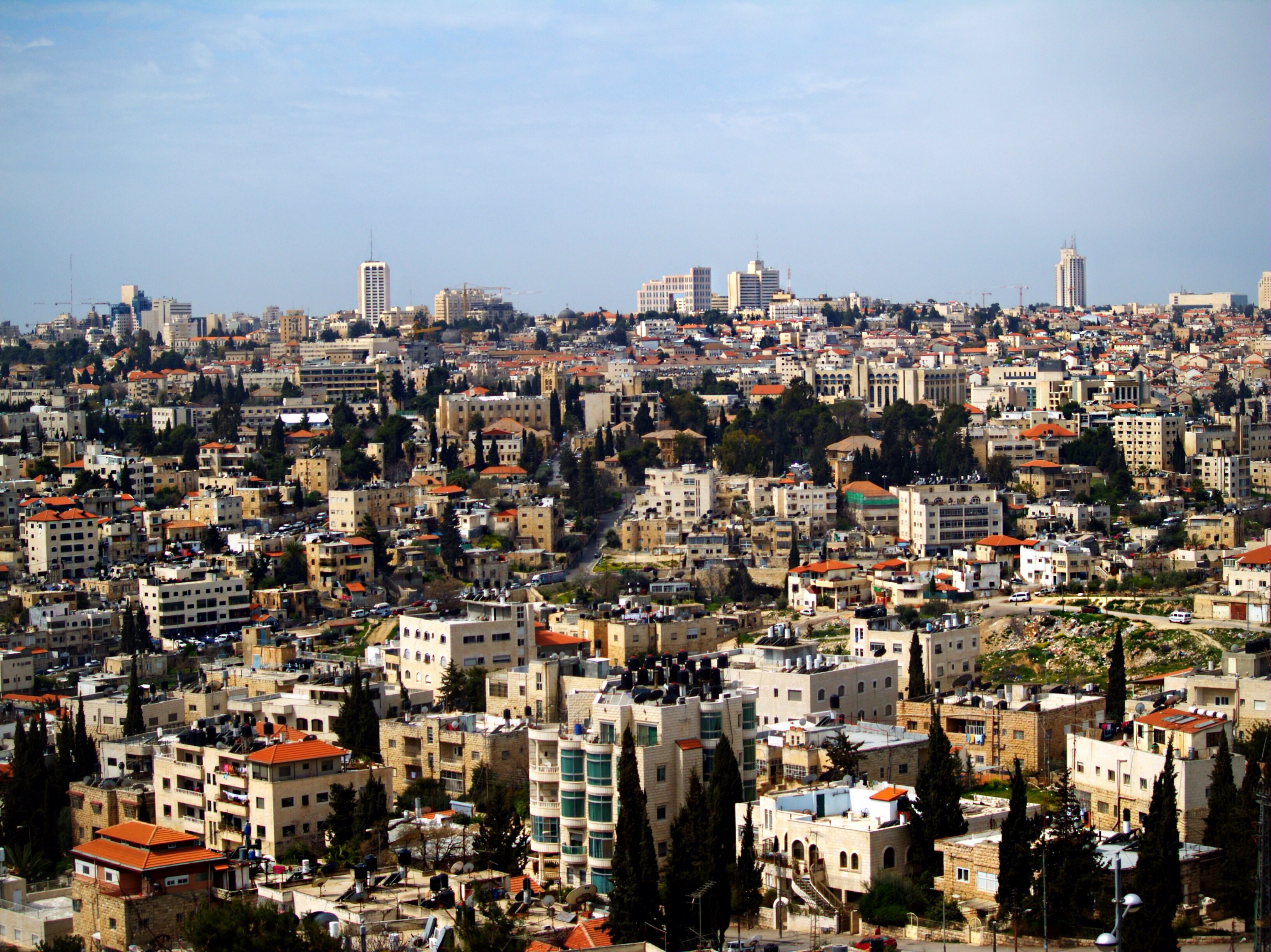
Район Шейх-Джаррах. На заднем плане — центр Иерусалима

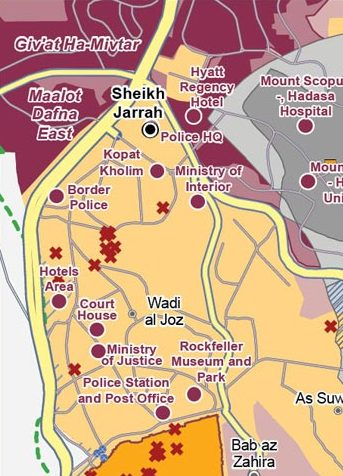
Шейх-Джаррах на карте Организации Объединённых Наций 2018 года; жёлтая зона — это застроенная палестинская территория к северу от Старого города. Израильские поселения Гиват-ха-Мивтар, Маалот-Дафна и Френч-Хилл показаны на северо-западе и северо-востоке

Шейх-Джаррах (араб. الشيخ جراح‎, ивр. שייח' ג'ראח‎) — преимущественно палестинский район в Восточном Иерусалиме, 2 км к северу от Старого города, по дороге к горе Скопус. Район получил свое название от гробницы XIII века шейха Джарраха, врача Саладина, расположенной в его окрестностях. Современный район был основан в 1865 году и постепенно стал жилым центром мусульманской элиты Иерусалима, особенно семьи аль-Хусайни. После арабо-израильской войны 1948 года он граничил с «ничейной территорией» между Восточным Иерусалимом, удерживаемым Иорданией, и Западным Иерусалимом, удерживаемым Израилем, пока этот район не был занят Израилем в ходе Шестидневной войны 1967 года. Считается, что большая часть его нынешнего палестинского населения является беженцами, изгнанными из иерусалимского района Тальбия в 1948 году.
Определённая собственность является предметом судебного разбирательства на основании применения двух израильских законов: «Закона об имуществе отсутствующих» и «Закона о правовых и административных вопросах» 1970 года. Израильские националисты работали над заменой палестинского населения в этом районе с 1967 года. За пять десятилетий в Шейх-Джаррахе и рядом с ним был построен ряд израильских поселений.

### Основание
Арабский район Шейх-Джаррах изначально был деревней, названной в честь Хуссама ад-Дина аль-Джарраха, который жил в XII веке и был эмиром и личным врачом Саладина, военачальника, чья армия отвоевала Иерусалим от крестоносцев. Шейх Хуссам получил титул «джаррах» (араб. جراح‎), что в переводе с арабского означает «целитель» или «хирург».
Шейх Джаррах основал завию, известную как Завия Джаррахия. Шейх похоронен на территории школы. В 1201 году была построена гробница, которая стала местом паломничества верующих и посетителей. Двухэтажное каменное здание с мельницей Каср эль-Амави было построено напротив гробницы в XVII веке.

### Развитие в XIX веке

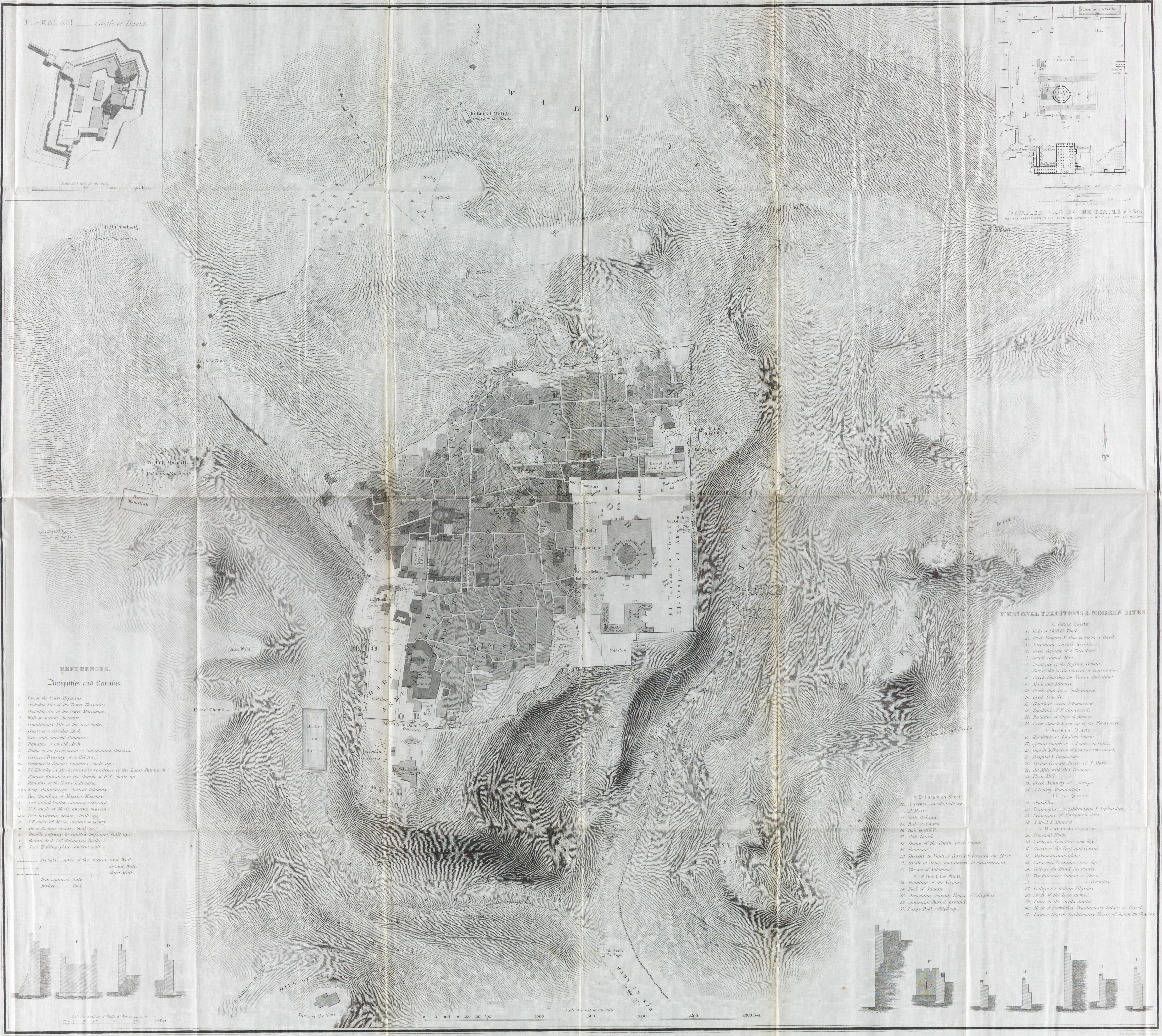
Гробница шейха Джарраха и Каср эль-Амави показаны непосредственно к северу от Царских гробниц на дороге Наблус (сверху в центре) на карте Иерусалима Олдрича и Саймондса 1841 года.

Район Шейх-Джаррах был основан на склонах горы Скопус, получив свое название от могилы Шейха Джарраха. Первые работы по строительству жилых домов были начаты в 1865 году известным городским деятелем Рабахом аль-Хусайни, который построил большое поместье среди оливковых рощ недалеко от гробницы шейха и за Дамасскими воротами. Это побудило многих других известных мусульман из Старого города мигрировать в этот район и построить новые дома, в том числе семья Нашашиби. Они построили дома в престижных северных и восточных частях района. Шейх-Джаррах начал расти как мусульманский квартал между 1870-ми и 1890-ми годами Считалось, что молитва у могилы шейха Джарраха приносит удачу, особенно тем, кто выращивает кур на мясо и яйца. Он стал первым районом Иерусалима с арабским мусульманским большинством, построенным за стенами Старого города. В западной части дома были меньше и более разбросаны.
Поскольку он был основан Рабахом аль-Хусайни, чей дом стал ядром района, этот район в местном масштабе назывался «район Хусайни». Постепенно он стал центром знатной семьи аль-Хусайни, члены которой, включая мэра Иерусалима Салима аль-Хусайни и бывшего казначея министерства образования османской столицы Стамбула Шукри аль-Хусайни, построили свои резиденции по соседству Среди других знаменитостей, переехавших в этот район, были Файди Эфенди Шейх Юнус, хранитель мечети Акса и Купола Скалы, и Рашид Эфенди аль-Нашашиби, член окружного административного совета. Мечеть с могилой шейха Джарраха была построена в 1895 году на Наблус-роуд, к северу от Старого города и американской колонии. В 1898 году в Шейх-Джаррахе была построена англиканская школа Святого Георгия, которая вскоре стала средним учебным заведением, куда отправляла своих сыновей иерусалимская элита.

### Население около 1900 г.
Согласно османской переписи 1905 года нахия (подрайон) Шейх-Джаррах состояла из мусульманских кварталов Шейх-Джаррах, Хай-эль-Хусайни, Вади-эль-Джоз и Баб-эз-Захира, а также еврейских кварталов Шимон-Хацадик и Нахалат-Шимон Её население насчитывало 167 мусульманских семей (оценка — 1250 человек). 97 еврейских семей и 6 христианских семей. В нём была самая большая концентрация мусульман за пределами Старого города. Большая часть мусульманского населения родилась в Иерусалиме, только 185 жителей являются членами семьи аль-Хусайни. Меньшее число выходцев из других частей Палестины, а именно из Хеврона, Джебель-Наблуса и Рамлы, а также из других частей Османской империи, включая Дамаск, Бейрут Ливию и Анатолию. Еврейское население включало ашкеназов, сефардов и магрибов (евреев из северной Африки), в то время как христиане были в основном протестантами. В 1918 году квартал Шейх-Джаррах нахии Шейх-Джаррах насчитывал около 30 домов.

### Иорданский и израильский контроль
Во время арабо-израильской войны 1948 года 14 апреля 78 евреев, в основном врачи и медсестры, были убиты по пути в больницу Хадасса, когда их колонна подверглась нападению арабских войск, когда она проходила через Шейх-Джаррах, главную дорогу к горе Скопус. В результате этих боевых действий гора Скопус была отрезана от того, что впоследствии стало Западным Иерусалимом. 24 апреля Хагана начала атаку на Шейх-Джаррах в рамках операции «Евуси», но была вынуждена отступить после действий британской армии.
С 1948 года Шейх-Джаррах находился на краю нейтральной зоны, патрулируемой ООН, между Западным Иерусалимом и израильским анклавом на горе Скопус. От Шейх-Джарраха до ворот Мандельбаума тянулась стена, разделявшая город. До 1948 года евреи приобретали недвижимость на Западном берегу, и Иордания позже приняла Закон о «хранителе вражеской собственности» и назначила «хранителя вражеской собственности» для управления собственностью на сумму около 30 000 дунамов, или около 5 процентов от общей площади Западного берега. В 1956 году иорданское правительство переселило в Шейх-Джаррах 28 палестинских семей, которые были вынуждены покинуть свои дома в удерживаемом Израилем Иерусалиме во время войны 1948 года. Это было сделано в соответствии с соглашением, достигнутым между Иорданией и БАПОР, в котором предусматривалось, что семьи откажутся от статуса беженцев в обмен на право собственности на новые дома после трех лет проживания, однако этот обмен не состоялся.
Во время Шестидневной войны 1967 года Израиль захватил Восточный Иерусалим, в том числе Шейх-Джаррах. Обсуждая «Закон о правовых и административных вопросах 1970 года» в Кнессете в 1968 году, министр юстиции заявил, что «если иорданский хранитель вражеской собственности в Восточном Иерусалиме продаст кому-либо дом и получит деньги, этот дом не будет возвращен», подразумевая, что сделка с БАПОР будет соблюдаться.
Согласно международному праву территория, фактически аннексированная Израилем, является частью оккупированных палестинских территорий. Израиль применяет там свои законы, и судебные разбирательства по этим и другим подобным делам в Восточном Иерусалиме основаны на применении двух израильских законов: Закона об имуществе отсутствующих лиц и Закона о правовых и административных вопросах 1970 года.
Еврейские группы стремились получить собственность в Шейх-Джаррахе, утверждая, что когда-то они принадлежали евреям, в том числе комплекс отеля Shepherd, виноградник муфтия, здание школы Эль-Маамуния, комплекс Симеона Справедливого (Шимона Ха-Цадика) и Район Нахлат-Шимон.
В мае 2021 года произошли столкновения между палестинцами и израильской полицией из-за ожидаемых дальнейших выселений в Шейх-Джаррахе.

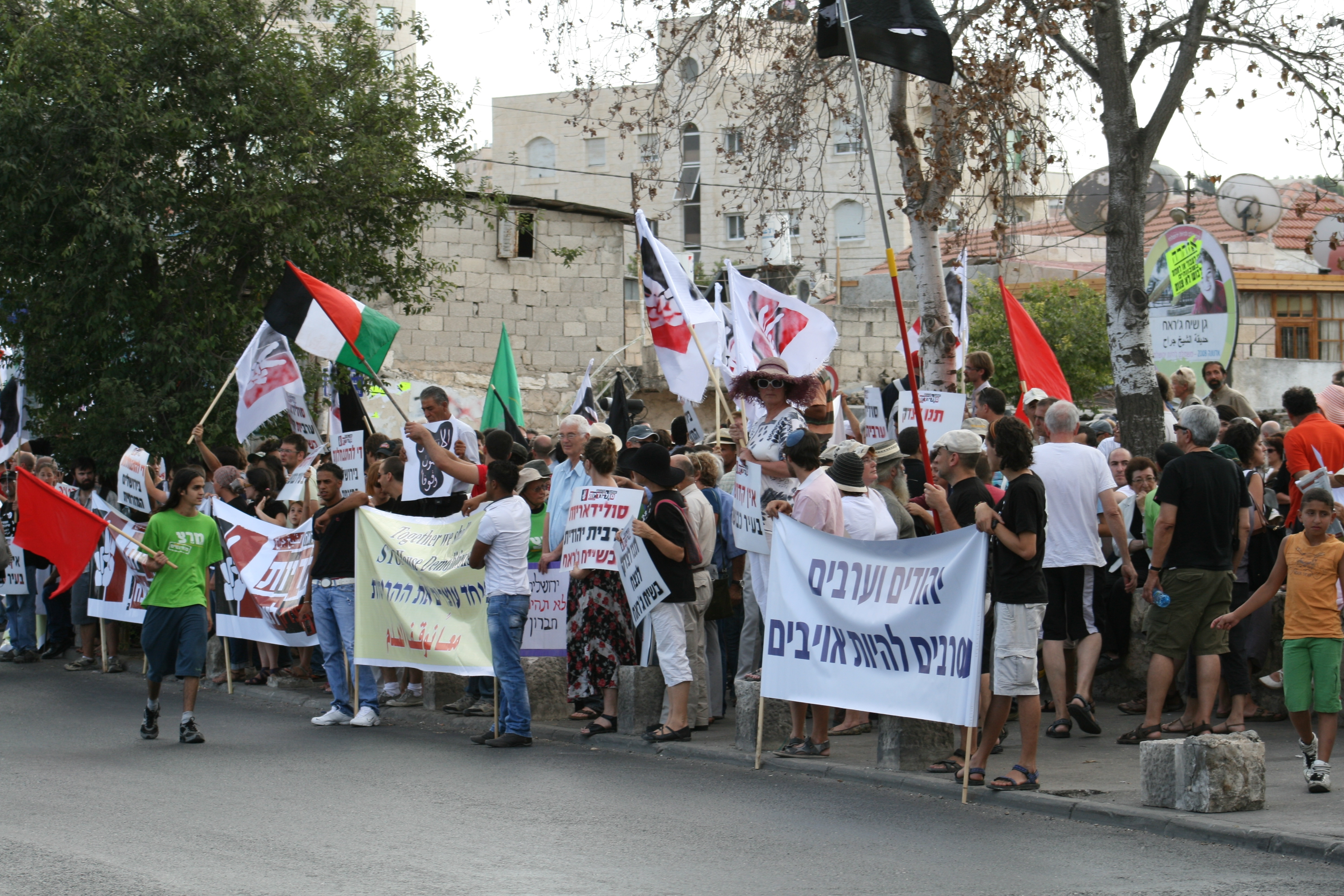
Демонстрация в Шейх-Джаррахе против выселения палестинских семей, август 2010 г.

## Консульства и дипломатические миссии
В 1960-х годах в Шейх-Джаррахе открылось множество дипломатических миссий и консульств: британское консульство на улице Нашашиби, 19, консульство Турции по соседству на улице Нашашиби, 20, консульство Бельгии, консульство Швеции, консульство Испании и миссии ООН на улице Сент-Джордж.
Тони Блэр, бывший посланник дипломатического квартета, останавливается в отеле American Colony во время посещения региона.

## Транспорт
Главная улица района, дорога Наблус, ранее входила в состав шоссе 60. В 1990-х годах к западу от района была построена новая двухполосная дорога с двумя полосами движения в каждом направлении и отдельной полосой для автобусов. В автобусном потоке проложены рельсы, которые с 2010 года образуют красную линию иерусалимского трамвая.

## Достопримечательности

### Святыни и гробницы

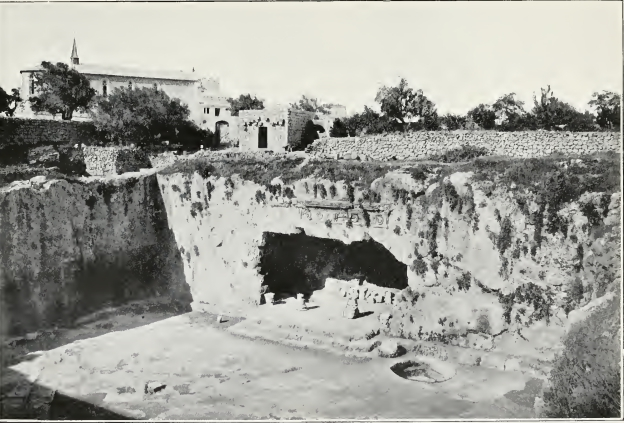
Гробница королей

Еврейское присутствие в Шейх-Джаррахе сосредоточено на могиле Шимона ха-Цадика, одного из последних членов Великого собрания, руководящего органа еврейского народа после вавилонского изгнания. Согласно Вавилонскому Талмуду, Шимон ха-Цадик встретился с Александром Македонским, когда македонская армия прошла через Землю Израиля, и убедил его не разрушать Второй Храм. В течение многих лет евреи совершали паломничества к его могиле в Шейх-Джаррахе, практика, задокументированная в литературе о путешествиях. В 1876 году пещера и прилегающая к ней земля, засаженная 80 вековыми оливковыми деревьями, были куплены евреями за 15 000 франков. Десятки еврейских семей построили дома на этом участке. Другими достопримечательностями в Шейх-Джарраха являются средневековая мечеть, посвященная одному из воинов Саладина, англиканский собор Святого Георгия и Гробница королей.

### Глазная больница Святого Иоанна Иерусалимского
Глазная больница Святого Иоанна Иерусалимского является учреждением Ордена Святого Иоанна, оказывающим офтальмологическую помощь на Западном берегу, в Газе и в Восточном Иерусалиме. Пациенты получают помощь независимо от расы, религии или платежеспособности. Больница впервые открылась в 1882 году на улице Хеврон, напротив горы Сион. Здание в Шейх-Джаррахе открылось в 1960 году на улице Нашашиби.

### Французская больница Святого Иосифа
Французская больница Святого Иосифа расположена через дорогу от глазной больницы Святого Иоанна Иерусалимского и находится в ведении французской католической благотворительной организации. Это больница на 73 койки с тремя основными операционными, кардиологическим отделением, рентгенологическим, лабораторным оборудованием и поликлиникой. Возможности внутренней медицины, хирургии, нейрохирургии, ЛОР, детской хирургии и ортопедии.

### Shepherd Hotel

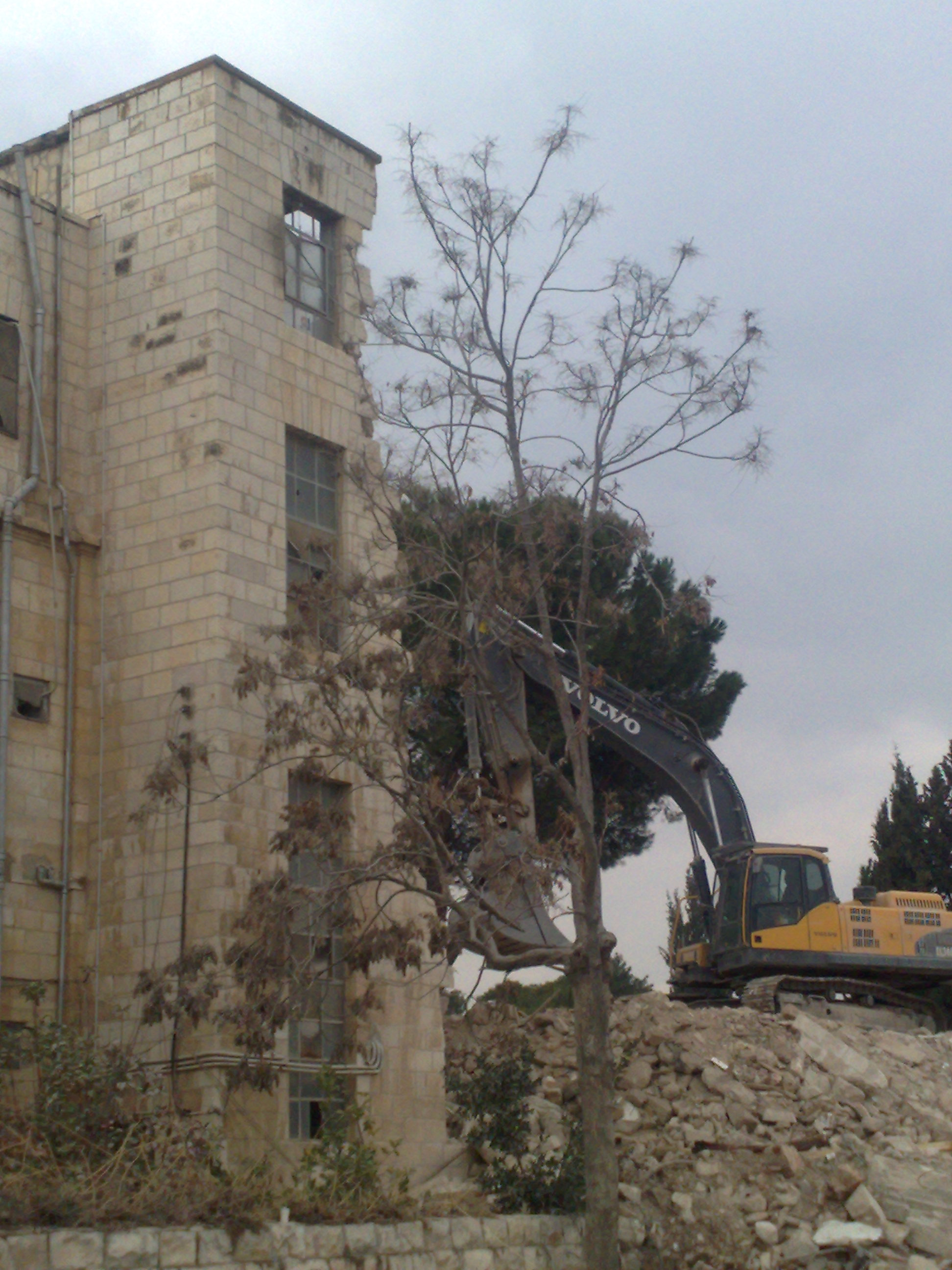
Снос отеля Shepherd, январь 2011 г.

Отель Shepherd в Шейх-Джаррахе изначально был виллой, построенной для Великого муфтия Иерусалима. Муфтий, никогда в нём не проживавший, передал права собственности своему личному секретарю Георгию Антониусу и его жене Кейт. После смерти Георгия Антониуса в 1942 году его вдова Кэйт приглашала в свой дом многих представителей иерусалимской элиты, но только одного еврея. Живя в доме, у Кэти Антониус был известный роман с командующим британскими войсками в Палестине Эвелин Баркер. В 1947 году еврейское подполье «Иргун» взорвало соседний дом. После войны 1948 года отель был захвачен иорданскими властями и превращен в паломническую гостиницу. В 1985 году он был куплен американским еврейским миллионером Ирвингом Московицем и продолжал работать как отель, переименованный в отель «Шефер». Израильская пограничная полиция использовала его в качестве базы в течение нескольких лет. В 2007 году, когда Московиц инициировал планы по строительству 122 квартир на месте отеля, эти работы были осуждены британским правительством. В 2009 году план был изменён, но по-прежнему осуждался правительствами США и Великобритании. Разрешение на строительство 20 квартир рядом с отелем было дано в 2009 году, а официальное одобрение было объявлено муниципалитетом Иерусалима 23 марта 2010 года, за несколько часов до встречи премьер-министра Биньямина Нетаньяху с президентом Бараком Обамой. Гаарец сообщила, что «существующая постройка в этом районе будет снесена, чтобы освободить место для жилых единиц, а исторический отель Shepherd останется нетронутым. На территории также будут построены трехэтажная парковка и подъездная дорога» Окончательно отель был снесен 9 января 2011 года.

## Влияние
Про Шейх-Джаррах снят документальный фильм 2012 года «Мой район», режиссёрами которого выступили Джулия Бача и Ребекка Вингерт-Джаби, а продюсерами — Just Vision и Аль-Джазира.